# Gmina Leśna
Gmina Leśna je městsko-vesnická gmina v okrese Lubáň v Dolnoslezském vojvodství v jihozápadním Polsku. Sídlem gminy je město Leśna. V roce 2021 zde žilo 9 748 obyvatel, rozlohu má 104,5 km² a zabírá 24,4 % rozlohy okresu. Skládá se ze 16 starostenství.

## Části gminy
Starostenství
Bartoszówka, Grabiszyce Dolne, Grabiszyce Górne, Grabiszyce Średnie, Kościelniki Górne, Kościelniki Średnie, Miłoszów, Pobiedna, Smolnik, Stankowice, Szyszkowa, Świecie, Wolimierz, Zacisze, Złotniki Lubańskie, Złoty Potok
Sídla bez statusu starostenství
Janówka, Jurków, Sucha